# Macrothele simplicata
Macrothele simplicata är en spindelart som först beskrevs av Saito 1933.  Macrothele simplicata ingår i släktet Macrothele och familjen Hexathelidae.
Artens utbredningsområde är Taiwan. Inga underarter finns listade i Catalogue of Life.